# Hypnum resupinatum
Hypnum resupinatum là một loài Rêu trong họ Hypnaceae. Loài này được Taylor mô tả khoa học đầu tiên năm 1849.

## Hình ảnh

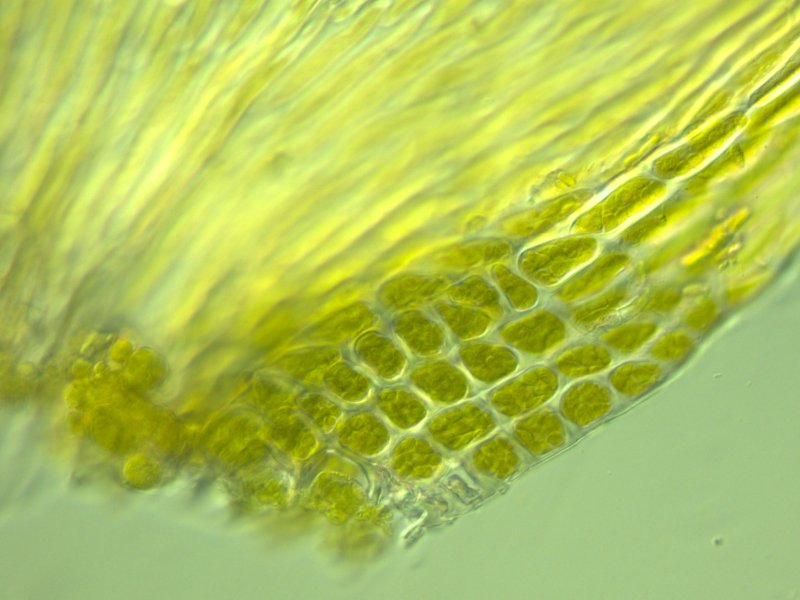
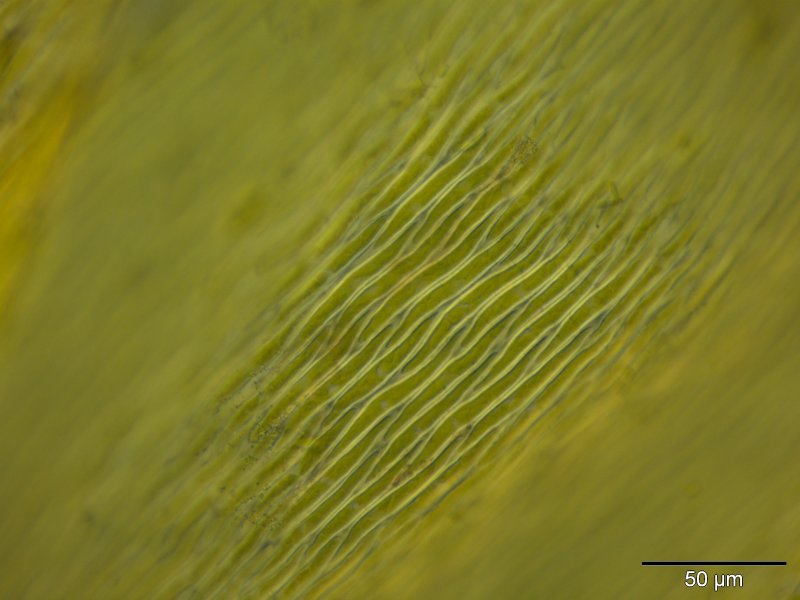
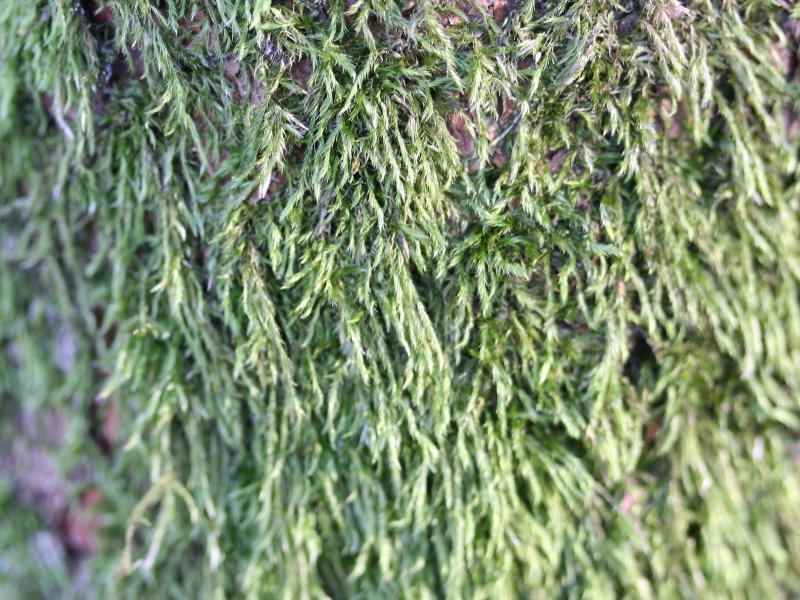